# شريكة جلفا (بشاريات الغربي)
شریکة جلفا (بالإنجليزية: Sherkat-e Jolfa)‏ هي منطقة سكنية تقع في إيران في قسم بشاریات الغربي الریفي.